# Villa Emilie (Serkowitz)
Die Villa Emilie liegt im Stadtteil Serkowitz der sächsischen Stadt Radebeul, in der Friedlandstraße 4. Das Gebäude errichteten die ortsansässigen Baumeister Gebrüder Ziller 1887 für den Grundstücksbesitzer Bruno Arthur Durst. 1897 wohnte dort die Frau verw. de Bruyn, deren Adresse mit dem Häusernamen angegeben war.

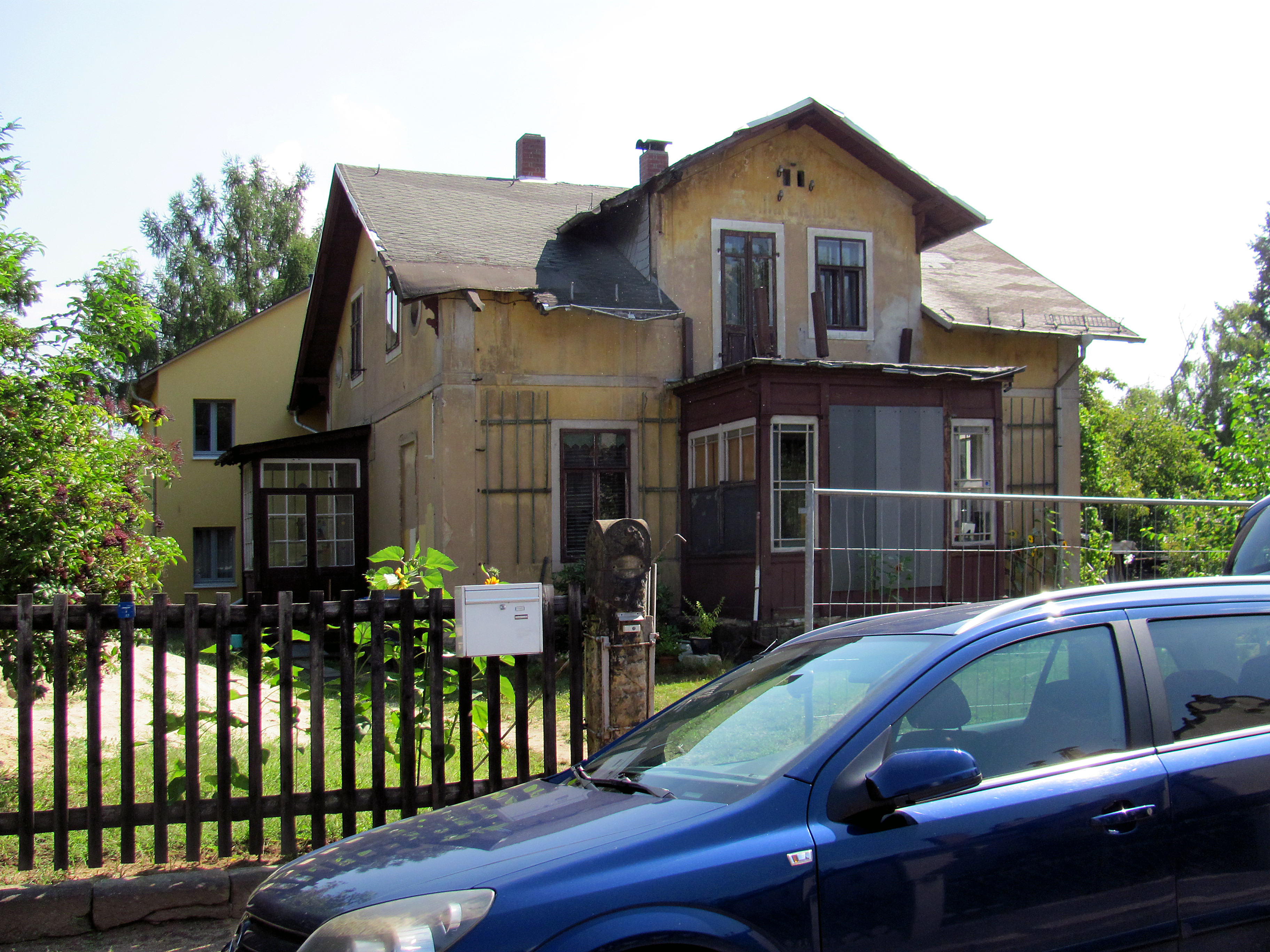
Villa Emilie

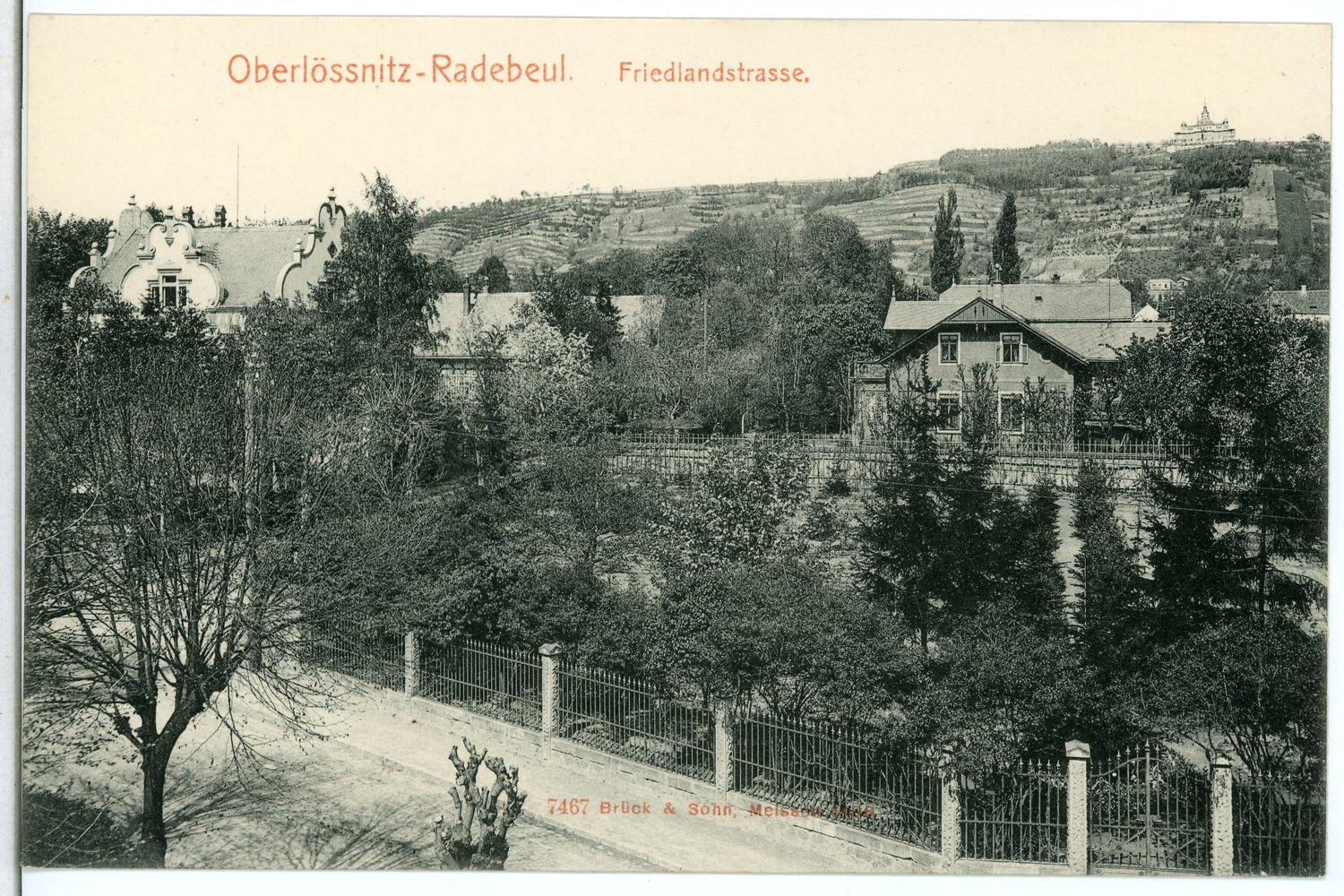
Friedlandstraße 4 (rechts, 1906)

## Beschreibung
Die eingeschossige, mit der Einfriedung unter Denkmalschutz stehende Villa ist ein landhausartiges Wohngebäude mit Anklängen an den Schweizerstil, charakteristisch für das letzte Viertel des 19. Jahrhunderts. Der „weitgehend ursprünglich erhalten[e]“ Putzbau steht auf einem Bruchsteinsockel, er hat einen Kniestock sowie ein flaches Satteldach mit Sparrengiebeln.
In der Straßenansicht steht mittig ein zweigeschossiger Risalit, ebenfalls mit Sparrengiebel, davor befindet sich eine hölzerne Veranda mit einem Austritt obenauf. In der linken Nebenansicht steht ein hölzerner Eingangsvorbau. Hinter dem Gebäude steht ein Seitenflügel, der auf einer Seite niedrigere Geschosshöhen aufweist.
Die Fenster werden durch Gewände aus Sandstein eingefasst, teilweise werden sie durch Weinspaliere umrahmt, die eine „malerische Wirkung“ entfalten.